# Amplatz-BMC/Saison 2016
Dieser Artikel listet Erfolge und Fahrer des Radsportteams Amplatz-BMC in der Saison 2016 auf.

## Erfolge in der UCI Europe Tour
In der Saison 2016 gelangen dem Team nachstehende Erfolge in der UCI Europe Tour.
| Datum            | Rennen                          | Kat. | Sieger        |
| ---------------- | ------------------------------- | ---- | ------------- |
| 23. April        | Visegrad 4 Kerékpárverseny      | 1.2  | Marek Čanecký |
| 12. Juni         | 5. Etappe Slowakei-Rundfahrt    | 2.2  | Jan Tratnik   |
| 10. September    | 2. Etappe East Bohemia Tour     | 2.2  | Jan Tratnik   |
| 9.–10. September | Gesamtwertung East Bohemia Tour | 2.2  | Jan Tratnik   |

## Erfolge in den Nationalen Straßen-Radsportmeisterschaften
In den Rennen der Nationalen Straßen-Radsportmeisterschaften 2016 konnte das Team nachstehende Titel erringen.
| Datum    | Rennen                                         | Fahrer        |
| -------- | ---------------------------------------------- | ------------- |
| 23. Juni | Ungarische Meisterschaft – Einzelzeitfahren    | János Pelikán |
| 23. Juni | Slowakische Meisterschaft – Einzelzeitfahren   | Marek Čanecký |
| 26. Juni | Slowenische Meisterschaft – Straßenrennen      | Jan Tratnik   |
| 26. Juni | Ungarische Meisterschaft – Straßenrennen       | János Pelikán |
| 26. Juni | Ungarische Meisterschaft – Straßenrennen (U23) | János Pelikán |

## Abgänge – Zugänge
| Zugänge                          | Team 2015          | Abgänge           | Team 2016          |
| -------------------------------- | ------------------ | ----------------- | ------------------ |
| Mario Schoibl                    | Tirol Cycling Team | Dennis Paulus     | Tirol Cycling Team |
| János Pelikán                    | Utensilnord        | Thomas Umhaller   | Team Vorarlberg    |
| Hermann Pernsteiner (ab 1. Juni) |                    | Paul Redtenbacher | Unbekannt          |
| Julian Gruber                    | Neoprofi           |                   |                    |

## Mannschaft
| Name                | Geburtstag         | Nationalität |
| ------------------- | ------------------ | ------------ |
| Andi Bajc           | 14. November 1988  | Slowenien    |
| Dejan Bajt          | 28. Oktober 1987   | Slowenien    |
| Marek Čanecký       | 17. Juni 1988      | Slowakei     |
| Gerd Fidler         | 12. September 1996 | Österreich   |
| Thomas Gruber       | 23. März 1996      | Österreich   |
| Julian Gruber       | 4. Oktober 1997    | Österreich   |
| Maximilian Kuen     | 26. Mai 1992       | Österreich   |
| Péter Kusztor       | 27. Dezember 1984  | Ungarn       |
| János Pelikán       | 19. April 1995     | Ungarn       |
| Hermann Pernsteiner | 7. August 1990     | Österreich   |
| Mario Schoibl       | 25. Juni 1990      | Österreich   |
| Lukas Stoiber       | 17. November 1989  | Österreich   |
| Jan Tratnik         | 23. Februar 1990   | Slowenien    |
| Andreas Umhaller    | 20. Februar 1992   | Österreich   |